# Sonny Rollins
Theodore Walter "Sonny" Rollins (Nova York, 7 de setembre de 1930) és un saxofonista estatunidenc. Reconegut com un dels músics de jazz més important i influent de l'era post-bebop, la seva llarga i prolífica carrera va començar als onze anys, i abans dels vint ja estava tocant amb el llegendari pianista Thelonious Monk. Algunes de les seves composicions, com "St. Thomas", "Oleo" o "Airegin" han esdevingut estàndards del jazz.

## Biografia
Rollins va néixer a la ciutat de Nova York, fill d'una família provinent de l'illa de St. Thomas, a les Illes Verges Americanes. Als tretze anys va tenir el seu primer saxo.
Va començar tocant el piano, però aviat va passar a tocar el saxo, primer l'alto i finalment, el 1946, el tenor. Mentre estudiava a l'institut va tocar en una banda amb altres futures llegendes del jazz com Jackie McLean i Kenny Drew. El 1949 va efectuar la seva primera gravació, amb Babs Gonzales, i el mateix any gravà amb J. J. Johnson i Bud Powell. Durant els següents quatre anys col·laboraria i gravaria amb músics de la talla de Miles Davis, Charlie Parker i Thelonious Monk.
El 1950 va ser arrestat per atracament i condemnat a tres anys de presó. Als deu mesos va aconseguir la condicional. El 1952 va ser arrestat de nou, aquest cop per violar els termes de la condicional al consumir heroïna. Se'l va enviar a un centre de rehabilitació, on un tractament aleshores experimental a base de metadona va aconseguir acabar amb la seva addicció.
Com a saxofonista, inicialment es va veure atret pel so del R&B de l'època, amb intèrprets com Louis Jordan, però aviat es va veure immers en el corrent principal de la tradició del saxo tenor al jazz. Joachim Berendt va situar el lloc de Rollins en aquesta tradició com el centre entre els dos pols de la dura sonoritat de Coleman Hawkins i el lleuger fraseig de Lester Young, que tan important va ser a l'hora d'inspirar l'àgil estil improvisatiu del bebop als anys 50. Rollins va unir tots dos corrents com a fluid improvisador post-bop amb un so tan poderós i ressonant com el del mateix Hawkins.

### Miles, Monk i el Clifford Brown/Max Roach Quintet
Rollins va començar a fer-se un nom al gravar amb el Modern Jazz Quartet i Miles Davis el 1951, interpretant la seva composició "Oleo", entre d'altres. Entre 1953 i 1954 va treballar amb Thelonious Monk, gravant 'Thelonious Monk and Sonny Rollins', que inclou "I Want to Be Happy" i "Friday the 13th". Després Rollins es va unir al quintet de Clifford Brown i Max Roach el 1955 (les gravacions d'aquest grup s'han editat en els discs 'Sonny Rollins Plus 4' i 'Clifford Brown and Max Roach at Basin Street'; a més, Rollins toca a la meitat dels temes de 'More Study in Brown'), i després de la mort de Brown el 1956 va passar a treballar principalment com a líder. En aquesta època ja havia començat la seva carrera en la discogràfica Prestige, que va editar molts dels seus discs més coneguts, tot i que en el seu moment més popular Rollins també va gravar regularment per a Blue Note, Riverside i Contemporary.

### Saxophone Colossus
El seu aclamat disc 'Saxophone Colossus' va ser enregistrat el 22 de juny de 1956 a l'estudi de Rudy Van Gelder a Nova Jersey, amb Tommy Flanagan al piano, l'excontrabaixista dels Jazz Messengers Doug Watkins i el seu bateria preferit, Max Roach. Aquest va ser el tercer disc de Rollins com a líder, i incloïa la seva composició més famosa, "St. Thomas", un calypso caribeny inspirat en una canço que li cantava la seva mare de petit, a més del ràpid tema bebop "Strode Rode", i "Moritat" (la composició de Kurt Weill també coneguda com a "Mack the Knife").
El 1956 també va gravar el disc 'Tenor Madness', fent servir el grup de Miles Davis: el pianista Red Garland, el contrabaixista Paul Chambers i el bateria Philly Joe Jones. El tema que dona nom al disc és l'única gravació de Rollins al costat de John Coltrane, qui també estava al grup de Davis.
A finals d'aquest mateix any Rollins va gravar una sessió per a Blue Note amb Donald Byrd a la trompeta, Wynton Kelly al piano, Gene Ramey al contrabaix i, un cop més, Max Roach a la bateria. Aquesta gravació es va comercialitzar com 'Sonny Rollins Volume One'.

### El trio sense piano
El 1957 va començar a fer servir només contrabaix i bateria com a acompanyament dels seus solos, prescindint del piano. Aquesta textura fins i tot va rebre un nom ("strolling"). Aquest any es van editar dos discs en aquest format: 'Way Out West' i 'A Night at the Village Vanguard'. Posteriorment Rollins ha tornat a fer servir aquest format en diverses ocasions, arribant a acompanyar solos de baix i de bateria com un instrument més de la secció rítmica.'Way Out West' deu el seu títol al fet que l'enregistrament el va fer una discogràfica de Califòrnia, a la costa Oest, i al fet que el disc inclou temes country com "Wagon Wheels" i "I'm an Old Cowhand". El disc del Village Vanguard consisteix en dos passis, el primer amb el contrabaixista Donald Bailey i el bateria Pete LaRoca, i el segon amb el contrabaixista Wilbur Ware i el bateria Elvin Jones.
En aquesta època Rollins ja havia esdevingut famós per adaptar temes relativament banals o poc convencionals (com els temes country de "Way Out West", o cançons comercials poc sofisticades) i convertir-los en vehicle per a la improvisació.
Aquestes dues no són les úniques gravacions de Rollins de 1957: A 'Newk's Time' torna a treballar amb un pianista (en aquest cas Wynton Kelly), tot i que un dels temes més apreciats d'aquest disc és un duet de saxo i bateria (Philly Joe Jones) sobre "Surrey with the Fringe on Top". I a 'Sonny Rollins Volume 2' grava envoltat d'estrelles com J.J.Johnson, Horace Silver, Thelonious Monk o Art Blakey.

### The Freedom Suite
El 1958 Rollins va gravar una altra gran obra per a saxo, contrabaix i bateria: 'The Freedom Suite' ("La suite de la llibertat"). En el text que acompanyava el disc es podia llegir: "Quina ironia que els negres, que poden afirmar més que qualsevol altre que la cultura americana els pertany, s'estan veient perseguits i reprimits; que els negres, que han estat un exemple d'humanisme al llarg de la seva existència, s'estan veient premiats amb inhumanitat".
El tema que dona nom al disc és una suite de 19 minuts, improvisada, amb molts elements del blues, i amb molta interacció entre el saxo de Rollins i la bateria de Max Roach. Tot i això el disc no és tot reivindicació: a l'altra cara hi ha versions hard bop de temes d'espectacles populars. El contrabaixista que completa el trio és Oscar Pettiford. La veu la va posar la que llavors era la dona de Max Roach, Abbey Lincoln.

### Primera desaparició
El 1959 Rollins estava frustrat a causa de les seves limitacions musicals i va prendre's el seu primer -i més famós- descans de l'escena musical. Durant aquesta absència Rollins va estar practicant al pont de Williamsburg per a no molestar als veïns.
El 1962 va reaparèixer amb un disc titulat 'The Bridge' ("El pont") que va ser l'inici del seu contracte amb RCA Records. En aquest disc l'acompanyà un quartet amb guitarra (Jim Hall) i sense piano. La resta de músics van ser Ben Riley a la bateria i Bob Cranshaw al contrabaix. Aquest es va convertir en un dels discs més venuts de Rollins.
El contracte amb RCA va durar fins al 1964 i va retratar Rollins com un músic explorador. Cada disc que gravava era radicalment diferent de l'anterior. Ritmes llatins a 'What's New', avantguarda a 'Our Man in Jazz' i estàndards a 'Now's the Time'.
El 1965 va estar tocant una temporada al club de Ronnie Scott a Londres. D'aquests concerts se'n van editar unes gravacions pirates sota el segell Harkit que el mateix Rollins va "repiratejar" tot oferint-les gratuïtament a la seva web.
El 1966 va gravar la banda sonora de la pel·lícula 'Alfie'.

### Segona desaparició
Rollins va tornar a abandonar l'escena musical per a estudiar ioga, meditació i filosofies orientals. Quan va tornar el 1972, va quedar clar que s'havia enamorat dels ritmes del R&B, pop i funk. Les seves bandes durant els anys 70 i 80 inclogueren guitarres i baixos elèctrics, i bateries més afins al pop i al funk. Durant la major part d'aquest període va gravar per al segell Milestone.
A més, el 1981 va participar en la gravació del disc 'Tattoo You dels Rolling Stones.
Tot i això, els anys 70 i 80 no van ser només pop, i va ser durant aquest període en què es va subratllar la passió de Rollins pels solos de saxo sense acompanyament. El 1985 va publicar 'The Solo Album'.
El seu disc de l'any 2000, 'This Is What I Do' va guanyar un Grammy al millor disc de jazz instrumental el 2001. L'11 de setembre de 2001, amb 71 anys, Rollins va patir de primera mà l'esfondrament del World Trade Center de Nova York, a tot just uns blocs de casa seva. Va haver d'evacuar el seu apartament, enduent-se només el seu saxo. Cinc dies després va oferir un concert a l'escola de música Berklee, amb el seu nebot Clifton Anderson al trombó, Bob Cranshaw al baix, Stephen Scott al piano, Kimati Dinizulu a la percussió i Perry Wilson a la bateria. Aquest concert va ser enregistrat i editat el 2005 amb el títol 'Without a Song: The 9/11 Concert', que va guanyar un Grammy l'any següent com a millor solo instrumental de jazz per la seva interpretació de l'estàndard "Why Was I Born?". El 2004 havia rebut un altre Grammy honorífic en reconeixement de la seva carrera. Per desgràcia aquell any també va haver de patir la mort de la seva dona, Lucille.
Després d'una reeixida gira pel Japó, Rollins va tornar a l'estudi per primer cop en cinc anys per a gravar 'Sonny, Please', que va editar en el seu propi segell, Doxy Records, després de molts anys de gravar per al segell Milestone.
El 2007 va rebre el prestigiós premi musical Polar a Estocolm, conjuntament amb Steve Reich. El mateix any el Colby College el va nomenar doctor honoris causa per les seves contribucions al jazz.
El 18 de setembre d'aquell any va oferir un concert al Carnegie Hall, celebrant el 50è aniversari del seu debut en aquell escenari. L'acompanyà una banda formada per Clifton Anderson (trombó), Bobby Broom (guitarra), Bob Cranshaw (baix), Kimati Dinizulu (percussió), Roy Haynes (bateria) i Christian McBride (contrabaix).

## Discografia

### Com a líder
| Data | Disc                                       | Discogràfica  |
| ---- | ------------------------------------------ | ------------- |
| 1953 | Sonny Rollins with the Modern Jazz Quartet | Prestige      |
| 1954 | Moving Out                                 | Prestige      |
| 1955 | Work Time                                  | Prestige      |
| 1956 | Sonny Rollins Plus 4                       | Prestige      |
| 1956 | Tenor Madness                              | Prestige      |
| 1956 | Saxophone Colossus                         | Prestige      |
| 1956 | Rollins Plays for Bird                     | Prestige      |
| 1956 | Tour de Force                              | Prestige      |
| 1956 | Sonny Boy                                  | Prestige      |
| 1957 | Sonny Rollins, Vol. 1                      | Blue Note     |
| 1957 | Way Out West                               | Contemporary  |
| 1957 | Sonny Rollins, Vol. 2                      | Blue Note     |
| 1957 | The Sound of Sonny                         | Riverside     |
| 1957 | Newk's Time                                | Blue Note     |
| 1957 | A Night at the Village Vanguard            | Blue Note     |
| 1957 | Sonny Rollins Plays/Thad Jones Plays       | Period        |
| 1958 | Freedom Suite                              | Riverside     |
| 1958 | Brass/Trio                                 | Verve         |
| 1958 | Sonny Rollins and the Big Brass            | Metro Jazz    |
| 1958 | Sonny Rollins and the Contemporary Leaders | Contemporary  |
| 1962 | The Bridge                                 | RCA Victor    |
| 1962 | What's New?                                | RCA Victor    |
| 1962 | Our Man in Jazz                            | RCA Victor    |
| 1963 | Sonny Meets Hawk!                          | RCA Victor    |
| 1964 | Now's the Time                             | RCA Victor    |
| 1964 | The Standard Sonny Rollins                 | RCA Victor    |
| 1965 | There Will Never Be Another You            | Impulse!      |
| 1965 | Sonny Rollins on Impulse!                  | Impulse!      |
| 1966 | Alfie                                      | Impulse!      |
| 1966 | East Broadway Run Down                     | Impulse!      |
| 1972 | Next Album                                 | Milestone     |
| 1973 | Horn Culture                               | Milestone     |
| 1973 | Sonny Rollins in Japan                     | Victor (Japó) |
| 1974 | The Cutting Edge                           | Milestone     |
| 1975 | Nucleus                                    | Milestone     |
| 1976 | The Way I Feel                             | Milestone     |
| 1977 | Easy Living                                | Milestone     |
| 1978 | Don't Stop the Carnival                    | Milestone     |
| 1979 | Don't Ask                                  | Milestone     |
| 1980 | Love at First Sight                        | Milestone     |
| 1981 | No Problem                                 | Milestone     |
| 1982 | Reel Life                                  | Milestone     |
| 1984 | Sunny Days, Starry Nights                  | Milestone     |
| 1985 | The Solo Album                             | Milestone     |
| 1986 | G-Man                                      | Milestone     |
| 1987 | Dancing in the Dark                        | Milestone     |
| 1989 | Falling in Love with Jazz                  | Milestone     |
| 1991 | Here's to the People                       | Milestone     |
| 1993 | Old Flames                                 | Milestone     |
| 1996 | Sonny Rollins + 3                          | Milestone     |
| 1998 | Global Warming                             | Milestone     |
| 2000 | This Is What I Do                          | Milestone     |
| 2001 | Without a Song: The 9/11 Concert           | Milestone     |
| 2006 | Sonny, Please                              | Emarcy        |
| 2008 | Road Shows                                 | Emarcy        |

### Com a acompanyant
Amb J. J. Johnson
- J. J. Johnson's Jazz Quintets (1949)

Amb Fats Navarro
- The Fabulous Fats Navarro (1949)

Amb Bud Powell
- The Amazing Bud Powell (1949)

Amb Miles Davis
- Miles Davis and Horns (1951)
- Dig (1951)
- Collectors' Items (1953)
- Bags' Groove (1954)

Amb Thelonious Monk
- Monk (1953)
- Thelonious Monk and Sonny Rollins (1953)
- Brilliant Corners (1957)

Amb Art Farmer
- Early Art (1954)

Amb el Clifford Brown-Max Roach Quintet
- At Basin Street (1956)

Amb Max Roach
- Max Roach Plus Four (1956)
- Jazz in 3/4 Time (1956)

Amb Ernie Henry
- Last Chorus (1956)

Amb Kenny Dorham
- Jazz Contrasts (1957)

Amb Dizzy Gillespie
- Duets (1957)
- Sonny Side Up (1957)

Amb McCoy Tyner, Ron Carter i Al Foster
- Milestone Jazzstars in Concert (1978)

Amb The Rolling Stones
- Tattoo You (1980)